# Utuhina (Nouvelle-Zélande)
 (juillet 2025).
La mise en forme du texte ne suit pas les recommandations de Wikipédia : il faut le « wikifier ».
Les points d'amélioration suivants sont les cas les plus fréquents. Le détail des points à revoir est peut-être précisé sur la page de discussion.
- Les titres sont pré-formatés par le logiciel. Ils ne sont ni en capitales, ni en gras.
- Le texte ne doit pas être écrit en capitales (les noms de famille non plus), ni en gras, ni en italique, ni en « petit »…
- Le gras n'est utilisé que pour surligner le titre de l'article dans l'introduction, une seule fois.
- L'italique est rarement utilisé : mots en langue étrangère, titres d'œuvres, noms de bateaux, etc.
- Les citations ne sont pas en italique mais en corps de texte normal. Elles sont entourées par des guillemets français : « et ».
- Les listes à puces sont à éviter, des paragraphes rédigés étant largement préférés. Les tableaux sont à réserver à la présentation de données structurées (résultats, etc.).
- Les appels de note de bas de page (petits chiffres en exposant, introduits par l'outil «  Source ») sont à placer entre la fin de phrase et le point final[comme ça].
- Les liens internes (vers d'autres articles de Wikipédia) sont à choisir avec parcimonie. Créez des liens vers des articles approfondissant le sujet. Les termes génériques sans rapport avec le sujet sont à éviter, ainsi que les répétitions de liens vers un même terme.
- Les liens externes sont à placer uniquement dans une section « Liens externes », à la fin de l'article. Ces liens sont à choisir avec parcimonie suivant les règles définies. Si un lien sert de source à l'article, son insertion dans le texte est à faire par les notes de bas de page.
- La présentation des références doit suivre les conventions bibliographiques. Il est recommandé d'utiliser les modèles {{Ouvrage}}, {{Chapitre}}, {{Article}}, {{Lien web}} et/ou {{Bibliographie}}. Le mode d'édition visuel peut mettre en forme automatiquement les références.
- Insérer une infobox (cadre d'informations à droite) n'est pas obligatoire pour parachever la mise en page.

Pour une aide détaillée, merci de consulter Aide:Wikification.
Si vous pensez que ces points ont été résolus, vous pouvez retirer ce bandeau et améliorer la mise en forme d'un autre article.
Utuhina  est une banlieue de la ville de Rotorua dans la région de la baie de l’Abondance de l’Île du Nord de la Nouvelle-Zélande.

## Démographie
Utuhina avait une population de 1 491 habitants lors du recensement de 2018 en Nouvelle-Zélande, en augmentation de 114 personnes (soit 8,3 %) depuis le recensement de 2013 en Nouvelle-Zélande, et une augmentation de 87 personnes  (soit 6,2 %) depuis le recensement de 2006 en Nouvelle-Zélande.
Il y avait 522 logements.
On notait la présence de 723 hommes et 768 femmes donnant un sexe-ratio de 0,94 homme pour une femme.
L’âge médian était de 36,6 ans (comparé avec les 37,4 ans au niveau national), avec 315 personnes (soit 21,1 %) âgées de moins de 15 ans, 327 personnes (soit 21,9 %) âgées de 15 à 29 ans, 651 personnes ( soit 43,7 %) âgées de 30 à 64 ans, et 201 personnes(13,5 %) âgées de 65 ans ou plus.
L’ethnicité était pour 56,7 % européens/Pākehā, 37,0 % Māori, 7,8 % personnes du Pacifique, 17,9 % étaient asiatiques et 1,0 % d’autres ethnicités (le total peut faire plus de 100 % dans la mesure où une personne peut s’idntifier de multiples ethnies).
La proportion de personnes nées outre-mer était de  23,5 %, comparée aux 27,1 % au niveau national.
Bien que certaines personnes objectent à donner leur religion, 45,1 % n’avaient aucune religion, 34,6 % étaient chrétiens, 6,2 % étaient hindouistes, 0,2 % étaient musulmans, 0,4 % étaient bouddhistes et 5,2 % avaient une autre religion.
Parmi ceux d’au moins 15 ans d’âge, 186 personnes (soit 15,8 %) avaient un niveau de licence  ou un degré supérieur et 231 personnes (soit 19,6 %) n’avaient aucune qualification formelle.
Les revenus médian était de 27,300 $, comparé avec les 31,800 $ au niveau  national.
Le statut d’emploi de ceux d’au moins 15 ans était pour 585 personnes (soit 49,7 %)  employés à plein temps, 192 personnes (soit 16,3 %) étaient employés à temps partiel et 66 personnes (soit 5,6 %) étaient sans emploi.

## Marae
Le marae de Mataatua fut établi en 1960 comme un lieu d’accueil pour le peuple Tūhoe.
Les Tuhoes locaux ont été priés par la  Māori Land Court (en) de mettre de côté des terres pour la « Tuhoe marae reservation » dans Rotorua.
Le terrain fut finalement rendu disponible pour les personnes des Ngāti Whakaue.
Le hall de rencontre de « Aroha a te Arawa » fut nommé en reconnaissance de la gratitude des Tuhoe pour le cadeau de leurs terres.
Les familles ont commencé à vivre sur leurs terres à partir de l’année 1962, et le MP du secteur:Eastern Maori (en): Paraone Reweti (en) ouvrit un centre de la communauté sur le site en 1969.
En octobre 2020, le Gouvernement a octroyé la somme de 3 996 258 $ à partir du fonds de croissance provincial (en) pour  mettre à niveau le marae et 7 autres maraes, créant ainsi 79 emplois.

## Éducation
Deux écoles primaires, mixtes, sont localisées au niveau de la localité de Utuhina : 
- L’école « Malfroy School» est une école primaire allant de l’année 1 à 6[4] avec un effectif de 306 élèves[5]

- L’école «Rotorua School» est une école allant de l’année 1 à 8 [6],[7] avec un effectif de 336 élèves[8].

- école secondaire de garçons de Rotorua (en) est une école secondaire publique [9],[10] avec un effectif de 1 000 élèves[11].

- collège John Paul (en) est une école intégrée au public allant de l’année 7 à 13 [12],[13] avec un effectif de 1 151 élèves[14].